# Кузовлев, Дмитрий Михайлович
Дми́трий Миха́йлович Ку́зовлев (1928—1985) — русский писатель, журналист, член Союза писателей СССР, первый секретарь Шекснинского райкома партии, редактор городской газеты. Работал также председателем колхоза «Заря» Шекснинского района.

## Биография
Родился 28 октября 1928 года в деревне Кузовлево, Лев-Толстовского района Липецкой области, в крестьянской семье, где кроме него, было ещё 10 детей. Семья жила в Воронежской области, затем — в Подмосковье.
Дмитрий научился читать ещё до школы. Учился в ФЗО. Служил в армии (1945—1951). Будучи курсантом военно-политического училища в Ярославле, участвовал в спасении затонувшей баржи с ценным оборудованием, из-за переохлаждения заболел ревматизмом, был комиссован. Поступил на завод «Электросталь» в Подмосковье. В 1953—1955 годах был первым секретарем электростальского горкома комсомола.

### Работа на селе, журфак
В 1955 году вышло постановление партии и правительства об усилении кадров на селе. Кузовлев был направлен руководить сельскохозяйственной артелью в селе Едома Череповецкого района Вологодской области, затем в бывшем Петриневском районе, в колхозе «Красное знамя» (1955—1958 гг.).
Одновременно учился на заочном отделении факультета журналистики МГУ (в 1953—1960 гг.).

### Колхоз «Заря»
С 1958 по 1962 гг. работал в городской газете «Ленинское знамя» (г. Электросталь) редактором. В феврале 1962 стал председателем колхоза «Заря», который находился в дер. Пача (Шекснинский район, Вологодская область). В 1969 году становится первым секретарем Шекснинского райкома партии и остаётся на этом посту до выхода на пенсию в 1977 году по состоянию здоровья.
Умер Дмитрий Михайлович 30 сентября 1985 года, похоронен в посёлке Шексна.

## Творчество
Д. М. Кузовлев опубликовал несколько художественных и публицистических книг. Тема творчества — люди северного села, их непростая жизнь. 3 октября 1978 принят в члены Союза писателей РСФСР.

### Произведения

#### Книги
- Земля и люди: Записки председателя колхоза. — М.: Сов. Россия, 1971. — 55 стр. — (Письма из деревни). — 75000 экз.
- Соленая наука. — Архангельск: Сев.-Зап. кн. изд-во, 1974. — 158 стр.
- Не поле перейти. — Архангельск: Сев.-Зап. кн. изд-во, 1977. — 159 стр. с ил. — 15000 экз.(Содержание: Не поле перейти (из сельских записок). Колос Севера. Чуровская новь. Березуги).
- Березуги: Очерки северной деревни. — М.: Современник, 1978. — (Наш день). — 30000 экз. — 270 стр.
- Катя-Катерина: Очерки и рассказы. — Архангельск: Сев. Зап. кн. изд-во, 1983. — 316 стр. : портр. — 15000 экз. (Содержание: Березуги. Афонин дом. Катя-Катерина. Очерки).
- До конца жизни: Записки тридцатитысячника. — [Вступ.ст. И. Филоненко, Худож. А. Сергеев]. — М. : Современник, 1987. — 203,[2] с. : ил ; 21 см. — (Память). — Содерж.: Соленая наука; Колос Севера. — 65000 экз.

#### Публикации в периодике
- Кузовлев Д. М. Афонин дом. — Наш современник, 1981, № 10, с.114-129.

#### О нём
- Документальный фильм «На земле Вологодской». (1968). ЦСДФ.